# República Socialista Soviètica del Turkmenistan
La República Socialista Soviètica del Turkmenistan (RSS del Turkmenistan) va ser una república constituent de la Unió Soviètica fins al 1991, any en què es va declarar la independència del Turkmenistan. Inicialment es va constituir, el 7 d'agost del 1921, com a l'Óblast Turcman de la República Socialista Soviètica Autònoma del Turkestan. El 13 de maig de 1925 es va formar l'RSS del Turkmenistan i es va convertir en una de les 15 repúbliques de la Unió Soviètica. El 27 d'octubre de 1991 es va canviar el nom a República del Turkmenistan. Tenia un Soviet Suprem de 285 diputats. Durant tot el període comunista els càrrecs foren acaparats per membres de la tribu tekke.

## Història
Els turcmans presentaren una forta resistència a la col·lectivització del 1929, i mantingueren resistència armada fins al 1936. El 1928 també es va engegar una forta campanya antireligiosa, de manera que de les 500 mesquites que hi havia el 1917, només en restaven 4 el 1979. Però el nou règim millorà també la seva situació en salut i cultura, va estendre el regadiu agrari (amb el Canal de Karakorum), i el conreu del cotó des del 1945.
El cap del partit, Sultan Babayev, fou obligat a dimitir juntament amb molts més membres del govern el 1958 acusat de nacionalisme, per proposar que els turcmans ocupessin més càrrecs directius al país. El 1979 el professor Nazarov es va rebel·lar contra l'obligatorietat de l'examen final en rus a la Universitat d'Aşgabat. Saparmurad Niyazov, nomenat cap del partit des del 1985, dirigí el país a l'estil de Kunayev o Rachidov en el seu moment. I el país, proveïdor de matèria primera a Rússia, amb un pobre nivell de comunicacions, manca d'una història de nació unificada i divisions tribals, va despertar les protestes i crítiques per l'impacte mediambiental.
Com a conseqüència del rígid control soviètic de la vida religiosa, el 1985 només hi havia quatre mesquites oficials al Turkmenistan, però la vida religiosa hi tenia poc contacte, ja que es basava en els sants sufites, els cementiris musulmans i els llocs sagrats. L'islam no oficial era seguit pels mollasumak (pseudomullahs), molts d'ells itinerants que viatjaven de vila en vila i de santuari en santuari. Els pirs tenien sovint santuaris de devoció, els més importants dels quals eren el d'Agishan (anomenat Zengi Baba), considerat com ancestre d'un clan de la federació tekke; un altre era marcat per una tomba a Archman (Krasnovodsk) i a Goymat, vorta Geokteppe, que era identificat amb el clan bakdash de la federació yomut. El santuari Zengi Baba inclou una fortalesa vora Sarygamysh i mausoleus medievals a Bakherden, així com els santuaris de Kopet Dagh i Bakdash; considerat com una reminiscència preislàmica, Zengi Basba és adorat com a patró del ramat. El dedicat a Babagammar (o Gammarbaba) inclou un vora Kopetdagh i un altre vora Yolöten; aquests, segons la tradició popular, és considerat pir dels saz i dutar, instruments musicals fets amb fusta sagrada. Altres llocs de pelegrinatge eren les tombes de Chopanata, Garababa, Gözlibaba i Saragtbaba.
Durant la revolució iraniana, les autoritats soviètiques es tornarien més rigoroses, que no pas efectives. Com que la constitució soviètica garantia la llibertat de consciència, les sancions foren aplicades principalment als alts càrrecs de la jerarquia sufí (murids, dervixos, kalendars, walis, pirs, ishans) sota acusacions de parasitisme, alcoholisme i maltractar l'esposa. Des del 1981 els mollasumaks sufis foren duts a camps de treball correctius establerts amb aquests propòsit a Naftezavodsk.
L'oposició política, a més a més, era desarticulada, a diferència d'altres repúbliques, i el primer partit opositor, Agzybirlik, no es va fundar fins al 1989.